# 刘维炽

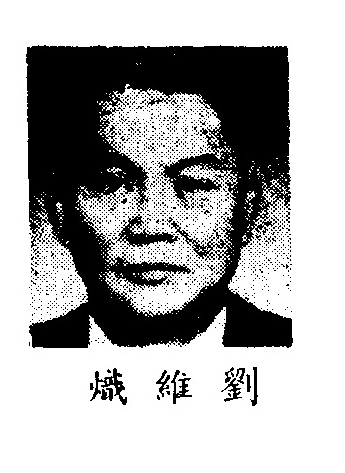

刘维炽（1892年—1955年5月11日），字季生，广东台山人。

## 早年
刘维炽早年毕业于夏威夷大学，期间加入中国同盟会。

## 經歷
后回广东任职，历任广州市政厅总务科科长、广东省长公署秘书长、广州市电话局局长、广州市财政局局长。1927年起，又历任财政部盐务署署长、铁道部参事、平汉铁路管理局局长、实业部常务次长、实业部政务次长等职。1936年，出任广东省政府委员、建设厅厅长。1941年，任国民党第五届中央党部海外部部长。1946年当选制宪国民大会代表。1947年4月23日，國民政府特任劉維熾為行政院政务委员，兼侨务委员会委员长:8340，任內依法兼任國民大會代表及立法院立法委員僑居外國僑民選舉事務所主席委員。1948年当选第一届国民大会代表，后又任工商部部长。
他还是中国国民党五、六届中央执行委员。

## 逝世
1949年后去台湾，1955年逝世。